# Miara niezwartości
Miara niezwartości – funkcjonał mówiący o stopniu w jakim niezwarty jest dany ograniczony podzbiór przestrzeni metrycznej. Pomimo iż pojęcie miary niezwartości odnosi się do struktury metrycznej danej przestrzeni, to jednak jest ono użyteczne głównie w kontekście przestrzeni Banacha i innych przestrzeni liniowo-metrycznych. Po raz pierwszy funkcję tego typu rozważał Kazimierz Kuratowski w 1930 (tzw. miara niezwartości Kuratowskiego). Innym ważnym przykładem jest tzw. miara niezwartości Hausdorffa, która to została wprowadzona w 1957 przy okazji badania istnienia roziązań równań różniczkowych w przestrzeniach Banacha. Własności tych dwóch obiektów doprowadziły do sformułowania aksjomatycznej definicji miary niezwartości.
W dzisiejszej matematyce, miary niezwartości są efektywnym narzędziem w teorii równań operatorowych w przestrzeniach Banacha, równaniach funkcyjnych, równaniach różniczkowych cząstkowych, teorii sterowania, teorii punktu stałego i wielu innych.

## Miara niezwartości Kuratowskiego
Niech {\displaystyle X} będzie zupełną przestrzenią metryczną. Funkcja dana wzorem
{\displaystyle \alpha (B)=\inf\{\delta >0\colon \,B\subset B_{1}\cup \ldots \cup B_{n},{\mbox{diam}}(B_{i})\leqslant \delta ,\;1\leqslant i\leqslant n;\;n\in \mathbb {N} \}}
dla każdego ograniczonego zbioru {\displaystyle B\subset X,} nazywana jest miarą niezwartości Kuratowskiego.
Innymi słowy, miara niezwartości Kuratowskiego ograniczonego zbioru {\displaystyle B} to infimum z liczb nieujemnych {\displaystyle \delta } takich, że zbiór {\displaystyle B} można pokryć skończoną liczbą zbiorów o średnicy niewiększej niż {\displaystyle \delta .}

### Podstawowe własności
Jeśli {\displaystyle B,C\subseteq X} są zbiorami ograniczonymi, to mają miejsce następujące zależności (w przypadku punktów 8.-12. zakładamy, że {\displaystyle X} jest przestrzenią Banacha):
1. {\displaystyle \alpha (B)=0\iff {\mbox{cl}}B} jest zbiorem zwartym,
2. {\displaystyle \alpha (B)=\alpha ({\mbox{cl}}B),}
3. {\displaystyle B\subseteq C\Rightarrow \alpha (B)\leqslant \alpha (C),}
4. {\displaystyle \alpha (B\cup C)=\max\{\alpha (B),\alpha (C)\},}
5. {\displaystyle \alpha (B\cap C)\leqslant \min\{\alpha (B),\alpha (C)\},}
6. Uogólnienie twierdzenia Cantora dokonane przez Kuratowskiego[1]: Jeśli {\displaystyle (B_{n})_{n\in \mathbb {N} }} jest zstępującym ciągiem zbiorów, tj. {\displaystyle B_{n+1}\subseteq B_{n}} dla każdego n, które są niepustymi, domkniętymi i ograniczonymi podzbiorami zupełnej przestrzeni metrycznej o tej własności, że {\displaystyle \alpha (B_{n})} → 0, to zbiór {\displaystyle B=\bigcap _{n=1}^{\infty }B_{n}} jest niepusty i zwarty, a przy tym {\displaystyle B_{n}\to B} w sensie metryki Hausdorffa,
7. {\displaystyle \alpha (A)\leqslant \operatorname {diam} (A),} gdzie diam(A) oznacza średnicę zbioru A,
8. {\displaystyle \alpha (rB)=|r|\alpha (B)} dla każdej liczby rzeczywistej {\displaystyle r,}
9. {\displaystyle \alpha ({\mbox{conv}}B)=\alpha (B),} gdzie {\displaystyle {\mbox{conv}}B} oznacza otoczkę wypukłą zbioru {\displaystyle B,}
10. {\displaystyle \alpha (B+C)\leqslant \alpha (B)+\alpha (C),}
11. {\displaystyle \alpha (\,\bigcup \{\lambda B\colon \,0\leqslant \lambda \leqslant h\}\,)=h\cdot \alpha (B)} dla każdej liczby {\displaystyle h>0,}
12. {\displaystyle \alpha (K(x,r))=2r.}

## Miara niezwartości Hausdorffa
Podobnie, jak miarę niezwartości Kuratowskiego definiuje się miarę niezwartości Hausdorffa – zastępując warunek zbiór {\displaystyle B} można pokryć skończoną liczbą zbiorów o średnicy niewiększej niż {\displaystyle \delta } warunkiem zbiór {\displaystyle B} ma skończoną δ-sieć (może być pokryty δ-kulami). Formalnie:
Niech {\displaystyle X} będzie zupełną przestrzenią metryczną. Funkcja dana wzorem
{\displaystyle \chi (B)=\inf\{\delta >0\colon \,B\subset K(x_{1},\delta )\cup \ldots \cup K(x_{n},\delta ),\,x_{1},\dots ,x_{n}\in X;\;n\in \mathbb {N} \}}
dla każdego ograniczonego zbioru {\displaystyle B\subset X,} nazywana jest miarą niezwartości Hausdorffa.
Miara niezwartości Hausdorffa ma własności 1.-11. miary Kuratowskiego (symbol {\displaystyle \alpha } można zastąpić symbolem {\displaystyle \chi }), a miarę kuli w przestrzeni Banacha daje:
12'. {\displaystyle \chi (K(x,r))=r.}
Nazwa tej funkcji nie pochodzi bezpośrednio od nazwiska Felixa Hausdorffa, ale od metryki Hausdorffa, używając której można podać równoważną definicję {\displaystyle \chi (A)} jako odległości zbioru
{\displaystyle A} do rodziny podzbiorów zwartych.

### Związki z miarą Hausdorffa
Funkcje {\displaystyle \alpha } i {\displaystyle \chi } są w pewnym sensie równoważne. Mówiąc ściślej, jeśli {\displaystyle B\subseteq X} jest zbiorem ograniczonym, to
{\displaystyle \chi (B)\leqslant \alpha (B)\leqslant 2\chi (B).}
W przypadku, gdy {\displaystyle X} jest przestrzenią Hilberta, to można otrzymać jeszcze lepsze szacowanie:
{\displaystyle {\sqrt {2}}\chi (B)\leqslant \alpha (B)\leqslant 2\chi (B).}